# 大坪乡 (韶山市)
大坪乡，是中华人民共和国湖南省湘潭市韶山市下辖的一个乡镇级行政单位。

## 行政区划
大坪乡下辖以下地区：
湘韶村、韶新村、韶峰村、黄田村、梅花村、林家湾村、新联村、大坪村和竹赞村。

## 图库
|  |  |
|  |  |